# Aneta Kamińska
Aneta Kamińska (ur. 27 maja 1976 w Szczebrzeszynie) – polska poetka oraz tłumaczka nowej literatury ukraińskiej.

## Życiorys
Urodziła się w Szczebrzeszynie, pochodzi z Zamościa, mieszka w Warszawie. Skończyła filologię polską na Uniwersytecie Warszawskim i uczy polskiego cudzoziemców. Autorka kilku tomików poetyckich oraz licznych przekładów wierszy z języka ukraińskiego. W 2019 za tomik Autoportret z martwą naturą. Ostatnie wiersze Nazara Honczara otrzymała nominację do Nagrody Literackiej Nike. Rok później została wyróżniona Nagrodą „Literatury na Świecie” 2019 za przekład tomiku poetyckiego Wszystkie możliwe rzeczy Juliji Stachiwskiej. W 2024 została nominowana do Orfeusza – Nagrody Poetyckiej im, K.I. Gałczyńskiego za tom Pokój z widokiem na wojnę. W 2025 otrzymała kolejną nominację do tej nagrodu za tom Pokój z widokiem na wojnę 2.

## Twórczość

### Poezja
- Wiersze zdyszane, Powiatowa i Miejska Biblioteka Publiczna, Zamość 2000.
- zapisz zmiany, Biblioteka Nocy Poetów, Staromiejski Dom Kultury, Warszawa 2004. ISBN 83-89492-08-3.
- czary i mary (hipertekst), Biblioteka Nocy Poetów, Staromiejski Dom Kultury, Warszawa 2007.
- autoportret z martwą naturą. ostatnie wiersze nazara honczara napisane przez anetę kamińską, WBPiCAK, Poznań 2018.
- więzy krwi, seria Wspólny Pokój, Staromiejski Dom Kultury, Warszawa 2018.
- czernowitz czarowidz, Fundacja Duży Format, Warszawa 2021, ISBN 978-83-66584-17-4.
- teraz zaraz, Fundacja Duży Format, ISBN 978-83-66584-48-8, Warszawa 2022.
- wschodniki / zachodniki, Stowarzyszenie Żywych Poetów, Brzeg 2022, ISBN 978-83-61381-55-6.
- pokój z widokiem na wojnę, Stowarzyszenie Żywych Poetów, Brzeg 2023, ISBN 978-83-61381-41-9.
- pokój z widokiem na wojnę 2, Stowarzyszenie Żywych Poetów, Brzeg 2024, ISBN 978-83-61381-32-7.

### Antologie
- Solistki, red. Maria Cyranowicz, Joanna Mueller, Justyna Radczyńska, Staromiejski Dom Kultury, Warszawa 2009.
- Warkoczami. Antologia nowej poezji, red. Joanna Mueller, Sylwia Głuszak, Beata Gula, Staromiejski Dom Kultury, Warszawa 2016.
- Poetki na czasy zarazy, red. Jolanta Prochowicz i Bartosz Wójcik, Biblioteka Poezji Współczesnej, WBPiCAK, Poznań 2021, ISBN 978-83-66453-72-2.

### Przekłady
- Nazar Honczar, gdybym, tłum. Aneta Kamińska i Andrij Porytko, Biblioteka Nocy Poetów, Staromiejski Dom Kultury, Warszawa 2007.
- Aneta Kamińska (wybór i opracowanie): Cząstki pomarańczy: nowa poezja ukraińska. przekł. Aneta Kamińska i Andrij Porytko. Warszawa, Kraków: Narodowe Centrum Kultury, Korporacja Ha!art, 2011. ISBN 978-83-61587-81-1. Brak numerów stron w książce
- Hałyna Tkaczuk, Ja ta inszi krasuni / Ja i inne piękności, tłum. Aneta Kamińska, Bramasole, Warszawa 2011.
- 30 wierszy zza granicy: młoda poezja ukraińska / wybór i przekł. Aneta Kamińska ; [aut. Bohdan Ołeh Horobczuk et al.], seria Biblioteka „Nowej Okolicy Poetów”; t. 27, Rzeszów: Podkarpacki Instytut Książki i Marketingu, 2012, ISBN 978-83-63706-08-1.
- Portret kobiecy w odwróconej perspektywie: 12 poetek z Czech, Słowenii i Ukrainy / wybór i przekł. z jęz. czes. Zofia Bałdyga, z jęz. słoweń. Agnieszka Będkowska-Kopczyk, z jęz. ukr. Aneta Kamińska, Katowice: Wydawnictwo FA-art, 2013.
- Chrystia Wenhryniuk, Dowhi oczi / Długie oczy, tłum. Aneta Kamińska, Knyhy XXI, Czerniowce 2013.
- Wschód – Zachód: wiersze z Ukrainy i dla Ukrainy: antologia / [wybór, przekł. i wstęp] Aneta Kamińska, Bydgoszcz: Miejskie Centrum Kultury, 2014, ISBN 978-83-64942-00-6.
- Komiks wierszem po ukraińsku / Jewhen Brusłynowski [i 27 pozostałych ; autorzy przekładów: Aneta Kamińska, Bohdan Zadura], Wrocław: Biuro Literackie, 2015, ISBN 978-83-63129-90-3.
- Borys Humeniuk, Wiersze z wojny, tłum. Aneta Kamińska, Stowarzyszenie Żywych Poetów, Brzeg 2016.
- Lubow Jakymczuk, Morele Donbasu[5], przeł. Aneta Kamińska, WBPiCAK, Poznań 2018, ISBN 978-83-65772-33-6.
- Julija Stachiwska, Wszystkie możliwe rzeczy, przeł. Aneta Kamińska, WBPiCAK, Poznań 2019, ISBN 978-83-65772-53-4.
- Olaf Clemensen, Lato ATO, przeł. Aneta Kamińska, seria Faktoria Prozy, Stowarzyszenie Żywych Poetów, Brzeg 2020, ISBN 978-83-61381-66-2.
- Wasyl Hołoborodko, Tęcza na murze, przeł. Aneta Kamińska, Fundacja Duży Format, Warszawa 2020, ISBN 978-83-66584-12-9. (nominacja do ukraińskiej Nagrody Drahomana za przekład[6])
- Emma Andijewska, Atrakcje z orbitami i bez, przeł. Aneta Kamińska, Fundacja Duży Format, Warszawa 2021, ISBN 978-83-66584-42-6.
- Kateryna Kałytko, Nikt nas tu nie zna i my – nikogo, przeł. Aneta Kamińska, seria Europejski Poeta Wolności, Instytut Kultury Miejskiej, Gdańsk 2022, ISBN 978-83-66003-89-7.
- Hałyna Kruk Żywica, przeł. Aneta Kamińska, Biblioteka Poezji Ukrainy „W obliczu wojny”, Fundacja Pogranicze, Sejny 2022, ISBN 978-83-66143-44-9.
- Julija Musakowska, Żelazo, przeł. Aneta Kamińska, Biblioteka Poezji Ukrainy „W obliczu wojny”, Fundacja Pogranicze, Sejny 2022, ISBN 978-83-66143-50-0.
- Iryna Wikyrczak, Algometria, przeł. Aneta Kamińska, Wydawnictwo Austeria, Kraków 2022, ISBN 978-83-7866-470-3.
- Ołeh Kocarew, Ewakuacja, przeł. Aneta Kamińska, Biblioteka Poezji Ukrainy „W obliczu wojny”, Fundacja Pogranicze, Sejny 2022, ISBN 978-83-66143-64-7.
- Ija Kiwa, czarne róże czasu, przeł. Aneta Kamińska, Biblioteka Poezji Ukrainy „W obliczu wojny”, Fundacja Pogranicze, Sejny 2022, ISBN 978-83-66143-59-3.
- Iryna Szuwałowa, niewyrażalne, przeł. Aneta Kamińska, Biblioteka Poezji Ukrainy „W obliczu wojny”, Fundacja Pogranicze, Sejny 2022, ISBN 978-83-66143-60-9.
- Olha Kuprijan, Zagubiona Mruczusia, przeł. Aneta Kamińska, Fundacja Pogranicze i Ośrodek Pogranicze – sztuk, kultur, narodów, Sejny 2022, ISBN 978-83-66143-68-5 (Fundacja), ISBN 978-83-64305-82-5 (Ośrodek). (dla dzieci)
- Łesyk Panasiuk, Rozrzucone twarze, przeł. Aneta Kamińska, Biblioteka Poezji Ukrainy „W obliczu wojny”, Fundacja Pogranicze, Sejny 2023, ISBN 978-83-66143-84-5.
- Lubow Jakymczuk, Produkcja czułości, przeł. Aneta Kamińska, Biblioteka Poezji Ukrainy „W obliczu wojny”, Fundacja Pogranicze, Sejny 2023, ISBN 978-83-66143-79-1.
- Marianna Kijanowska, Fotosynteza, przeł. Aneta Kamińska, Biblioteka Poezji Ukrainy „W obliczu wojny”, Fundacja Pogranicze, Sejny 2023, ISBN 978-83-66143-83-8.
- Daryna Hładun i Łesyk Panasiuk, Portret słońca w schronie przeciwbombowym, przeł. Aneta Kamińska, seria Marzenia *Herezje, Instytucja Kultury Ars Cameralis, Katowice 2023, ISBN 978-83-64172-30-4.